# 滕嫩山麓舍福
滕嫩山麓舍福是奥地利萨尔茨堡州哈莱因县的一个市镇。总面积69.67平方公里，总人口1323人，人口密度19.0人/平方公里（2005年）。